# Loma Linda (Misuri)
Loma Linda es un pueblo ubicado en el condado de Newton en el estado estadounidense de Misuri. En el Censo de 2010 tenía una población de 725 habitantes y una densidad poblacional de 78,54 personas por km².

## Geografía
Loma Linda se encuentra ubicado en las coordenadas 36°59′17″N 94°35′25″O / 36.98806, -94.59028. Según la Oficina del Censo de los Estados Unidos, Loma Linda tiene una superficie total de 9.23 km², de la cual 9.21 km² corresponden a tierra firme y (0.22%) 0.02 km² es agua.

## Demografía
Según el censo de 2010, había 725 personas residiendo en Loma Linda. La densidad de población era de 78,54 hab./km². De los 725 habitantes, Loma Linda estaba compuesto por el 88.97% blancos, el 2.62% eran afroamericanos, el 4.69% eran amerindios, el 1.1% eran asiáticos, el 0.28% eran isleños del Pacífico, el 0.14% eran de otras razas y el 2.21% pertenecían a dos o más razas. Del total de la población el 2.76% eran hispanos o latinos de cualquier raza.